# Hanamaki
Hamamaki (花巻市?, Hamamaki-shi) è una città giapponese della prefettura di Iwate.